# La mila profeților (Star Trek: Deep Space Nine)
„La mila profeților” (titlu original: „In the Hands of the Prophets”) este al 20-lea episod (și ultimul) din primul sezon al serialului TV american științifico-fantastic Star Trek: Deep Space Nine. A avut premiera la 20 iunie 1993.
Episodul a fost regizat de David Livingston după un scenariu de Robert Hewitt Wolfe.

## Prezentare
Divergențele se acutizează pe stație atunci când Vedek Winn sosește pe Deep Space Nine și o găsește pe învățătoarea Keiko predând copiilor o lecție despre Gaura de vierme Bajorană. 

## Actori ocazionali
- Louise Fletcher - Winn Adami
- Philip Anglim - Vedek Bareil
- Rosalind Chao - Keiko O'Brien[3]
- Robin Christopher - Neela